# جوزيان دو جازو- بيرجيه
جوزيان دو جازو- بيرجيه (بالفرنسية: Josyane De Jesus-Bergey)‏] شاعرة وقاصة فرنسية من أصل برتغالي ولدت سنة 1941 في المدينة الساحلية لاروشيل (La Rochelle) بمنطقة شارونت - ماريتيم (Charente-Maritime) في الوسط الغربي من فرنسا.

## سيرتها الابداعية
تعتبر الشاعرة جوزيان دو جازو- بيرجيه من بين الشعراء الغربيين القلائل ممن لديهم روابط إبداعية وثقافية ببلدان حوض المتوسط والبلاد العربية وخصوصا منها الجزائر وتونس ومصر وفلسطين. ويتجلى ذلك في مواضيع إنتاجها الشعري وكذلك في نشاطاتها المؤسساتية والجمعياتية. وهي منذ 2003 ترأس بالوكالة جمعية «لاروشالّيفر»  LarochellIvre (تسمية مركبة من اسم المدينة «لاروشال» والكلمة الفرنسية «ليفر» أي الكتاب), وهي جمعية تقوم بتنظيم لقاءات أدبيّة عالمية في منطقة شارونت - ماريتيم وأيضاً تنظيم مهرجان «ربيع الشعراء» [] السنوي وكذلك معرض كتاب الشعر في «لاروشال».

ولدى جوزيان دو جازو- بيرجيه مشاركات بارزة في مهرجانات منها، مهرجان لوديف [] للشعر (تحت شعار: أصوات من البحر الأبيض المتوسط) ومهرجان «فيتوريا-غاستيتز»  Vitoria-Gasteitz الإسباني. كما شاركت أيضاً في يونيو – حزيران 2008 بقراءات شعرية عبر أنحاء البلاد التونسية بدعوة من المركز الوطنيّ للترجمة التابع للجامعة التونسية

وقد لاقت الشاعرة اهتماما متبادلا مع الساحة العربية عبر تخصيصها بعض إبداعها لهموم عربية وأبرزها مجموعتها الشعرية تحت عنوان «مثل اعتراف من حجر» (2003) وهي قصائد تحوم حول تجربتها الإنسانية والاجتماعية في الجزائر وفيها إهداءات لشخصيات جزائرية متنوعة من بينها الشاعر الجزائري محمد ديب. وتم نشر هذه المجموعة في إصدار مزدوج اللغة (عربي - فرنسي) بترجمة من الشاعر التونسي محمد الرفرافي. كما اهتمت الشاعرة بساحات عربية أخرى مثل فلسطين والعراق، وكان لها قصائد مهداة للشاعر الفلسطيني الراحل محمود درويش وللشاعرة العراقية وفاء عبد الرزاق. ومن المغرب إلى مصر، استطاعت الشاعرة أن تنسج علاقات مع مبدعين ومترجمين عرب. وشاركت من ناحية أخرى في نشر أعمال لها مع شعراء من كندا وتحديدا من كيبيك الفرانكوفونية. وبالإضافة إلى اللغة العربية، فقد ترجمت بعض إعمالها إلى الإنكليزية أنجزتها أنجيلا سيرنا وإلى البرتغالية أنجزتها «روث موتا» وإلى الأسبانية...

وتنتمي الشاعرة «جوزيان دو جازو- بيرجيه» إلى الحركة الشعرية المسماة «مدرسة روشفور» التي أسسها الشاعر الفرنسي جان بوييه سنة 1941. وكانت الشاعرة هي التي بادرت سنة 1994 في منطقة فاسدون [Vesdun Vesdun] (بالإقليم الفرنسي «شير») بأن خصصت لهذه المدرسة الشعرية حضورا في الفضاء الطبيعي الذي يحمل اسم «غابة الألف شاعر» Forêt des Mille Poètes حيث هناك 85 بلدا ممثلين بأشجار (من نوع البلوط) وكل شجرة مزروعة تحمل اسم شاعر من الشعراء المتميزين في هذا البلد أو ذاك.

## بيبليوغرافيا

### الأعمال الشعرية
- لأجل شمس تموت (بالفرنسية: Pour un soleil qui meurt)‏ منشورات «أركام» Arcam 1996.
- من الشجرة إلى الإنسان… وصولا إلى استنزاف النزيف De l’arbre à l’homme... jusqu’à l’épuisement de la saignée منشورات «لا برتافال» 1997 []
- طرازة الزبد (بالفرنسية: La brodeuse d’écume)‏ منشورات «كلاباس» 1998 Clapas
- الماء الآسن (بالفرنسية: L’eau Perride)‏ منشورات «لا برتافال» 1998
- الوقت المتوقف (بالفرنسية: Le temps suspensif)‏ منشورات «أونكر فيف» Encres vives 1998
- حصان على المحيط (بالفرنسية: Un cheval sur l’océan)‏ منشورات أونكر فيف Encres vives 1999
- لا ترافقني، فأنا مستعجلة (بالفرنسية: Ne me raccompagnez pas, je suis pressée)‏ منشورات «لا برتافال» 2000
- مثل اعتراف من حجر – الجزائر (بالفرنسية: Comme une confession de pierres - Eldjazaïr)‏ منشورات «ريمور دي زاج» لاروشال Rumeur des Âges 2003. وجاءت في طبعة مزدوجة اللغة (فرنسية - عربية) بترجمة الشاعر التونسيّ محمد الرفرافي.
- ليس لأنّ الباب قد أغلق ثانية (بالفرنسية: Ce n’est pas parce que la porte s’est refermée)‏ منشورات «ريمور دي زاج» Rumeur des Âges 2003.
- تمائم (بالفرنسية: Amulettes)‏، منشورات «حبر وضوء» (بالفرنسية: Encre et Lumière)‏، مارس/آذار 2009 : نشرت مع لوحات للرسام حميد تيبوشي.

### الأعمال النثرية

#### القصة
- حافلة رقم 25 لزيارة الظلال (بالفرنسية: BUS 25 pour rendre visite aux ombres)‏, منشورات «ريمور دي زاج», لاروشال، مارس - آذار 2004, مع رسوم زيتيّة وتصاميم من الرسام الفرنسي جاك جود (بالفرنسية: Jacques Judde)‏

#### النص النثري
- العرج الكبير (بالفرنسية: La Grande Boiterie)‏ منشورات «ريمور دي زاج», 2005

## أعمال مشتركة

### شعر ورسم
شاركت «جوزيان دو جازو-بيرجيه» في مختلف المعارض والتظاهرات التي جمعت بين الشعر والفن التشكيلي ومنها:
- معرض مع الرسامة الفرنسية جوويل فاسونيو (بالفرنسية: Joëlle Vassogne)‏ (لاروشال 2006)
- معرض مع الرسام الجزائري محمد أولحاسي (الجزائر 2007)
- «أشرعة 2008», عمل مشترك مع الرسام الكندي مارك مونجو Marc Mongeau
- العبور العظيم (بالفرنسية: La Grande Traversée)‏ مع مارك مونجو (لاروشال - فرنسا / كيبيك - كندا، يونيو - حزيران 2008)
- مراجعة شعرية، بالاشتراك مع محمد الرفرافي، للترجمة التي أنجزتها هادية الدريدي[4] من العربية إلى الفرنسية لديوان الشاعرة العراقية وفاء عبد الرزاق، «مذكرات طفل الحرب» Mémoires de l'enfant de la guerre الصادر عن دار النشر «لارماتان» الفرنسية L'Harmattan ديسمبر/كانون أول 2008

## انطولوجيات

### انطولوجيات شعرية
للشاعرة حضور في انطولوجيات شعرية مختلفة منها:
- «كيباك 2008», وهي أنطولوجيا مشتركة بين منشورات «إيكري دي فورج» (كيبيك / كندا) ومنشورات «ساك آ مو»Sac à Mots (فرنسا), وهي في 216 صفحة. وهي عبارة عن ديوان شعري جماعيّ باللغة الفرنسيّة يجمع عشرين شاعرا من القارتين (فرنسا - أوروبا / كندا - أمريكا اللاتينية), وهي تشمل من بين الشعراء ريمون بوزييه [Raymond_Bozier Raymond Bozier] وجيمس ساكريه [James_Sacr%C3%A9 James Sacré] وجان كلود مارتان [James_Sacr%C3%A9 Jean-Claude Martin] إضافة طبعا إلى جوزيان دو جازو- بيرجيه التي صدرت هذه الانطولوجيا بمبادرة منها وبالتنسيق مع جمعية لروشالّيفر LarochellIvre.
- «قصيد ميشونّيك» « Le Poème [Henri_Meschonnic Meschonnic] » وهي انطولوجيا شعرية من منشورات المجلة الأدبية «فار بار» Faire Part 2008 (الأعداد 22/23 - ISSN 01717 017) وقد ضمت 45 مساهمة شعرية
- هل قلت، شعر؟ ? Vous avez dit Poésie منشورات «ساك آ مو» Sac à Mots 2003

### انطولوجيات عامة
وللشاعرة أيضاً حضور في انطولوجيات عامة منها:
- كاليادوسكوب Kaléidoscope 2003، التعبير الثقافي «كونياك» []
- «انطباعات منهن» Impressions d’Elles 2004
- «لو كروا فيف» Le Croît vif 2005 معجم الكتاب الشارونتيين [Charente_(d%C3%A9partement) charentais]
- «لونغ كورييه» 2006 (بالفرنسية: Longs courriers)‏

## مقتطفات
من ديوانها «مثل اعتراف من حجر – الجزائر» (راجع أعمالها الشعرية، أعلاه) المترجم إلى اللغة العربية، نقرأ:
ما من حدود
إلاّ تلك التي في نظرة الإنسان (صفحة 61)
إلى محمد ديب
بيتي ورغيف عزتي
ورحم أرضي
المكدود
تحت الرماد
وصولا إلى أبواب
سجنك
إنّي لمشفقة على أنفسنا (صفحة 52)
في الساحات
ضحكات النساء
والظل يحبك
قدميك
لأشرب من منبعك
لكي أنسى
اغتيال أرضي (صفحة 50)